# Rubia trichocarpa
Rubia trichocarpa är en måreväxtart som beskrevs av Hsien Shui Lo. Rubia trichocarpa ingår i släktet krappar, och familjen måreväxter. Inga underarter finns listade i Catalogue of Life.